# Йоган ван Гульст
Йоган Вільгельм ван Гульст (нід. Johan van Hulst; 28 січня 1911, Амстердам — 22 березня 2018, Амстердам) — нідерландський директор школи, професор університету, шахіст; а також і політик в Християнському історичному союзі (CHU), неіснуючої політичної партії, яка тепер злилася з Християнським демократичним закликом (CDA). У 1943 брав участь у порятунку понад 500 єврейських дітей з дитячого саду в Голандше-Шаубург, які були призначені для депортації у нацистські концентраційні табори. За його гуманізм він отримав в 1972 році за допомогою «Яд ва-Шем» від держави Ізраїль звання Праведника народів світу.
Служив членом сенату з липня 1956 року по червень 1981 року парламентським лідером CHU в сенаті (Генеральні штати) з грудня 1968 року по червень 1977 року, і коли CHU об'єднався в CDA, він став першим парламентським лідером CDA в сенаті. Ван Халсті був головою партії CHU з вересня 1969 року по лютий 1972 року. Згодом був депутатом Європейського парламенту від Європейської народної партії.
Також був почесним професором педагогіки в Амстердамському вільному університеті й плідним автором понад сто публікацій.

## Шахи
Був затятим шахістом, у віці 95 років виграв шаховий турнір для колишніх політиків, і повторив успіх у 2010 році.